# Jeanette Campbell
Jeannette Morven Campbell (Saint-Jean-de-Luz, 8 marzo 1916 – Buenos Aires, 16 gennaio 2003) è stata una nuotatrice argentina, la prima donna argentina a partecipare ad un'Olimpiade e la prima a vincere una medaglia.
Specializzata nello stile libero, vinse la medaglia d'argento nei 100 m ai Giochi olimpici di Berlino 1936.

## Carriera
Nata in Francia, iniziò col nuoto all'età di sei anni. Nel 1932 vinse il suo primo titolo ai Campionati argentini sui 100 metri, battendo il record sudamericano col tempo di 1:18:6, che batterà nuovamente ai Campionati Sudamericani del 1935 a Rio de Janeiro, dove batte anche il record dei 400 m con il tempo di 5:47:8. È sempre nel 1935 che, pensando ai Giochi olimpici di Berlino, decide di prendere la cittadinanza argentina.
Ai Giochi del 1936 lei era l'unica donna della delegazione argentina, la prima donna in assoluto che rappresentava il paese sudamericano alle Olimpiadi. L'8 agosto nelle qualificazioni batte il record sudamericano ed eguaglia quello olimpico col tempo di 1:06:8, migliorato ulteriormente di due decimi il giorno dopo in semifinale, dove batte tra l'altro la primatista del mondo, l'olandese Willy den Ouden. Per gran tempo in testa, nella finale fu bruciata nel finale da un'altra olandese, Rie Mastenbroek, migliorando comunque ancora il record sudamericano, portandolo a 1:06.4.
Oltre che per i risultati, la Campbell ebbe notevole successo per la sua avvenenza, infatti durante i Giochi fu eletta, dalla stampa accreditata, "Miss Olimpic Berlín 1936".
Dopo aver saltato i Giochi del 1940, che non si svolsero a causa della seconda guerra mondiale, si sposò ed ebbe tre figli, tuttavia tornò alle competizioni e fu un importante riferimento per lo sport argentino negli anni successivi, fino ad essere portabandiera della delegazione argentina alle Olimpiadi di Tokio del 1964.

## Palmarès
- Olimpiadi

Berlino 1936: argento nei 100 m sl.